# Llista de topònims de Vinçà
Llista de topònims (noms propis de lloc) de Vinçà (Conflent).
Informació actualitzada per un bot. Els canvis manuals es perdran quan s'actualitzi!

## capella
| imatge | Nom                               | Ubicat a | instància de     | Detalls                    | coordenades                                                     | Protecció | Commons (més fotos)                            | Dades a WD                    |
| ------ | --------------------------------- | -------- | ---------------- | -------------------------- | --------------------------------------------------------------- | --------- | ---------------------------------------------- | ----------------------------- |
|        | Sant Sebastià de l'Hospital       | Vinçà    | capella          | Estil: arquitectura gòtica | 42° 38′ 44″ N, 2° 31′ 43″ E / 42.645651°N,2.528593°E 259.7 msnm |           | Chapelle Saint-Sébastien de l’hôpital de Vinça | Modifica les dades a Wikidata |
|        | Santa Maria Magdalena de Lentillà | Vinçà    | capella          | Dedicat a: Maria Magdalena | 42° 38′ 17″ N, 2° 31′ 14″ E / 42.638057°N,2.520639°E 257.1 msnm |           |                                                | Modifica les dades a Wikidata |
|        | Santa Maria de Vinçà              | Vinçà    | capella          |                            | 42° 38′ 34″ N, 2° 31′ 39″ E / 42.642751°N,2.527554°E 269.2 msnm |           | Chapelle du Carmel de Vinça                    | Modifica les dades a Wikidata |
|        | capella de Sant Galderic de Vinça | Vinçà    | capella església |                            | 42° 38′ 51″ N, 2° 31′ 48″ E / 42.647484°N,2.529938°E 253.5 msnm |           |                                                | Modifica les dades a Wikidata |

## cementiri
| imatge | Nom                     | Ubicat a | instància de | Detalls | coordenades                                      | Protecció | Commons (més fotos) | Dades a WD                    |
| ------ | ----------------------- | -------- | ------------ | ------- | ------------------------------------------------ | --------- | ------------------- | ----------------------------- |
|        | cementiri de Vallorrera | Vinçà    | cementiri    |         | 42° 38′ 35″ N, 2° 32′ 03″ E / 42.6431°N,2.5341°E |           |                     | Modifica les dades a Wikidata |
|        | cementiri de Vinçà      | Vinçà    | cementiri    |         | 42° 38′ 40″ N, 2° 31′ 48″ E / 42.6444°N,2.53°E   |           |                     | Modifica les dades a Wikidata |

## església
| imatge | Nom                                   | Ubicat a | instància de          | Detalls                              | coordenades                                                     | Protecció                     | Commons (més fotos)                              | Dades a WD                    |
| ------ | ------------------------------------- | -------- | --------------------- | ------------------------------------ | --------------------------------------------------------------- | ----------------------------- | ------------------------------------------------ | ----------------------------- |
|        | Mare de Déu de l'Esperança de Vinçà   | Vinçà    | església              |                                      | 42° 38′ 46″ N, 2° 31′ 40″ E / 42.646066°N,2.527904°E 259 msnm   |                               | Église Notre-Dame-de-l'Espérance de Vinça        | Modifica les dades a Wikidata |
|        | Sant Julià i Santa Basilissa de Vinçà | Vinçà    | església              | 1769 Anomenat per: Julià i Basilissa | 42° 38′ 44″ N, 2° 31′ 42″ E / 42.6456°N,2.52834°E 260.2 msnm    | monument històric catalogat   | Église Saint-Julien-et-Sainte-Baselisse de Vinça | Modifica les dades a Wikidata |
|        | Sant Pere de Bell-lloc                | Vinçà    | església Ús: església | Estil: arquitectura romànica         | 42° 39′ 20″ N, 2° 32′ 44″ E / 42.6556°N,2.54566°E               | monument històric inventariat | Église Saint-Pierre de Belloch                   | Modifica les dades a Wikidata |
|        | Santa Maria Magdalena de Saorla       | Vinçà    | església              |                                      | 42° 38′ 17″ N, 2° 31′ 14″ E / 42.638057°N,2.520645°E 278.6 msnm |                               |                                                  | Modifica les dades a Wikidata |

## llac
| imatge | Nom                 | Ubicat a | instància de | Detalls           | coordenades                                              | Protecció | Commons (més fotos) | Dades a WD                    |
| ------ | ------------------- | -------- | ------------ | ----------------- | -------------------------------------------------------- | --------- | ------------------- | ----------------------------- |
|        | Llac de Conillac    | Vinçà    | llac         | Superfície: 782ha | 42° 39′ 01″ N, 2° 32′ 32″ E / 42.65016111°N,2.54214722°E |           |                     | Modifica les dades a Wikidata |
|        | Llac de les Escomes | Vinçà    | llac         | Superfície: 782ha | 42° 38′ 57″ N, 2° 32′ 07″ E / 42.649267°N,2.535228°E     |           |                     | Modifica les dades a Wikidata |

## Misc
| imatge | Nom                         | Ubicat a                                    | instància de                                | Detalls                                                   | coordenades | Protecció                   | Commons (més fotos)         | Dades a WD                    |
| ------ | --------------------------- | ------------------------------------------- | ------------------------------------------- | --------------------------------------------------------- | --- | --------------------------- | --------------------------- | ----------------------------- |
|        | Castelló de Vinçà           | Vinçà                                       | fortificació                                |                                                           | 42° 38′ 56″ N, 2° 31′ 08″ E / 42.648822°N,2.518894°E 295 msnm                                                                       |                             |                             | Modifica les dades a Wikidata |
|        | Creu Noell                  | Vinçà                                       | creu de terme                               |                                                           | 42° 38′ 51″ N, 2° 31′ 49″ E / 42.647575°N,2.530208°E                                                                                | monument històric catalogat | Croix Noell                 | Modifica les dades a Wikidata |
|        | Estació de Vinçà            | Vinçà                                       | estació de ferrocarril                      |                                                           | 42° 38′ 53″ N, 2° 31′ 40″ E / 42.648107°N,2.527661°E 247 msnm                                                                       |                             | Gare de Vinça               | Modifica les dades a Wikidata |
|        | Nossa                       | Arboçols Vinçà                              | indret                                      |                                                           | 42° 38′ 59″ N, 2° 30′ 47″ E / 42.6497°N,2.51306°E 242.2 msnm                                                                        |                             |                             | Modifica les dades a Wikidata |
|        | Pantà de Vinçà              | Vinçà                                       | embassament                                 | Llarg: 5km Ample: 1.2km Volum: 25hm³                      | 42° 39′ 15″ N, 2° 31′ 54″ E / 42.6541°N,2.53169°E 246 msnm                                                                          |                             | Lac de Vinça                | Modifica les dades a Wikidata |
|        | Saorla                      | Vinçà Pirineus Orientals districte de Prada | vilatge poble                               |                                                           | 42° 38′ 18″ N, 2° 31′ 15″ E / 42.638296°N,2.520907°E 42° 38′ 17″ N, 2° 31′ 15″ E / 42.63805°N,2.5207777777778°E Conflent 279.6 msnm |                             |                             | Modifica les dades a Wikidata |
|        | Tet                         | Pirineus Orientals                          | riu                                         | Desemboca: mar Mediterrània Llarg: 115.8km Conca: 1369km² | 42° 42′ 48″ N, 3° 02′ 23″ E / 42.713333333333°N,3.0397222222222°E                                                                   |                             | Têt                         | Modifica les dades a Wikidata |
|        | Vila de Vinçà               | Vinçà                                       | vila                                        | Estil: arquitectura romànica                              | 42° 38′ 44″ N, 2° 31′ 41″ E / 42.645482°N,2.527922°E 261.2 msnm                                                                     |                             |                             | Modifica les dades a Wikidata |
|        | carmel de Vinça             | Vinçà                                       | monestir                                    |                                                           | 42° 38′ 34″ N, 2° 31′ 39″ E / 42.642884689582°N,2.527469647239013°E                                                                 |                             |                             | Modifica les dades a Wikidata |
|        | casa de la vila de Vinçà    | Vinçà                                       | instal·lació Ús: seu del govern local       |                                                           | 42° 38′ 42″ N, 2° 31′ 46″ E / 42.6449682838651°N,2.52939931385978°E fr:17 AV DU GENERAL DE GAULLE, 66320 VINCA                      |                             |                             | Modifica les dades a Wikidata |
|        | creu del cementiri de Vinçà | Vinçà                                       | creu de cementiri                           |                                                           | 42° 38′ 40″ N, 2° 31′ 46″ E / 42.644363°N,2.529578°E                                                                                | monument històric catalogat | Croix de cimetière de Vinça | Modifica les dades a Wikidata |
|        | presa de Vinçà              | Vinçà Rodès                                 | presa de gravetat Ús: regadiu aigua potable | 1975 Llarg: 191m Alt: 55m                                 | 42° 39′ 27″ N, 2° 32′ 39″ E / 42.65760819919939°N,2.544109288184753°E                                                               |                             |                             | Modifica les dades a Wikidata |